# Artimpaza quadricolor
Artimpaza quadricolor là một loài bọ cánh cứng trong họ Cerambycidae.